# Karl Hartmann (Dichter)
 Karl Hartmann (* 26. März 1857 in Eiserfeld; † 9. Februar 1910 in Betzdorf) war ein deutscher Lehrer sowie Heimat- und Mundartdichter.

## Leben

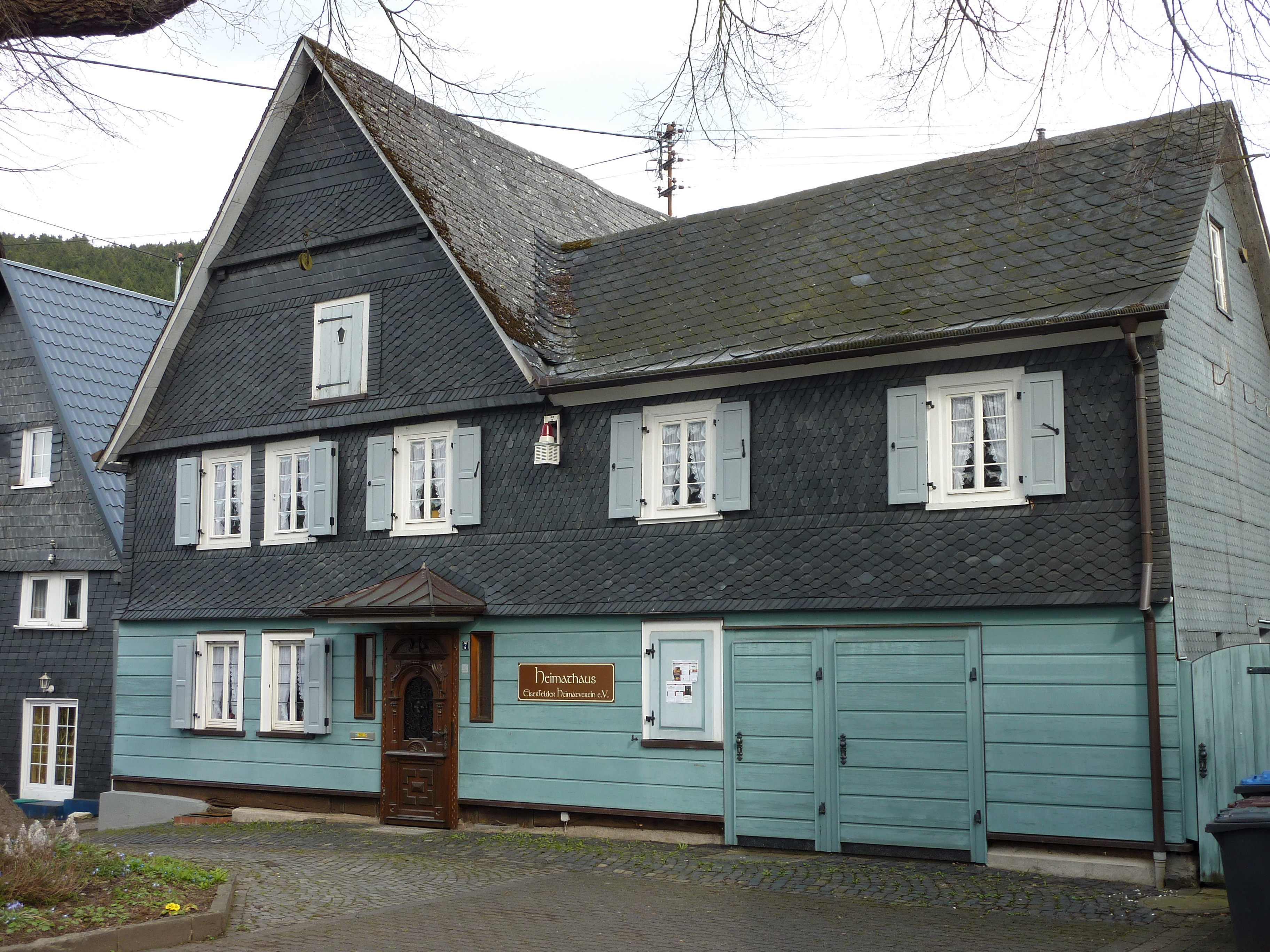
Das Heimathaus in Eiserfeld, Elternhaus von Karl Hartmann

Karl Hartmann wuchs als Sohn des Bergmanns und Schichtmeisters Johann Heinrich Hartmanns in Eiserfeld auf. Der Vater verstarb früh; die Mutter Sophie Catharine Baumgarten heiratete 1859 den vermögenden Eiserfelder Gewerken Friedrich Stolz. Sein Elternhaus war das heutige Eiserfelder Heimathaus (Museum). Hartmann besuchte in Siegen die Realschule, machte 1879 sein Abitur am Steinbart-Gymnasium in Duisburg, studierte Sprachen und Naturwissenschaften in Bonn, Berlin, Freiburg und Münster und promovierte 1889 in Marburg im romanischen Seminar von Eduard Stengel über einen provenzalischen Text. Eine stille Beteiligung am Alten Hammer, einem Walzwerk seines Halbbruders Wilhelm Stolz, machte ihn finanziell unabhängig.
1906 übersiedelte er nach Betzdorf, fand am Progymnasium eine Anstellung, gab Privatstunden und gründete ein Internat für englische Schüler. 1884 hatte er die Lehrerstochter Anna Ronte geheiratet, mit der er vier Kinder hatte. Am 9. Februar 1910 starb er in Betzdorf und wurde dort beigesetzt. Sein Grab ist mit Quarzsteinen aus dem Reinhold-Forster-Erbstollen eingefasst. Es ist das Erzbergwerk, an dem sein Stiefvater Friedrich Stolz Anteile hatte und das die finanzielle Grundlage zu seinem Studium bildete.

## Leistungen
Hartmann strebte in seinen Heimatgedichten erstmals nach innerer Ernsthaftigkeit. Dadurch unterschied er sich merklich von allem, was bisher in Reimen oder Prosa in Siegerländer Mundart geschrieben worden war.
Bekannt ist heute vor allem noch das Lied „Wo die Sieg in weitem Bogen“ und auch das Mundart-Gedicht „Iserfeäll, min Heimatdeärfche, grad wie eänem Blomekärfche läijste doa eäm deefe Grond“ (auf Hochdeutsch: „Eiserfeld, mein Heimatdörfchen, gerade wie ein Blumenkörbchen liegst du da im tiefen Grund“)
Eine Karl-Hartmann-Straße in Siegen erinnert noch an den Siegerländer Heimatdichter.

## Werke
- Ueber die Eingangsepisoden der Cheltenhamer Version des Girart de Viane. Diss. Marburg 1889.
- Der Professor aus Kalau auf der internationalen Kunstausstellung verbunden mit grosser Gartenbau-Ausstellung zu Düsseldorf 1904 in Knittelversen und dito Prosa von Graf Steno. Münster 1904. (Digitalisat)